# Modo (software)
Modo è un software professionale per l'animazione 3D e gli effetti speciali, sviluppato da Luxology, operante nel campo della computer grafica.
Al momento il suo core operativo è composto da modellazione, painting, rendering, sculpting (ad alto dettaglio), animazione.
Il programma permette la modellazione poligonale e include un motore di rendering GI (global illumination).
Il 2 luglio 2009 è stata resa disponibile al pubblico la versione 401, presentata nelle settimane precedenti con "modcast" e svariati video dimostrativi su internet e nelle principali capitali mondiali.
L'interfaccia di Modo, le viste tridimensionali e il resto del programma si basano su di un framework proprietario denominato "nexus" basato su tecnologie quali OpenGL, Python per l'interfaccia e linguaggi come C++ e ObjC per le sezioni più critiche.
Modo è stato utilizzato dalla società Apple Inc. per testare alcune delle sue macchine più recenti, è stato uno tra i primi software 3D universal binary (ovvero disponibile sia per Mac-ppc sia per Mac-intel) ed ha inoltre vinto il premio Apple Design Award al WWDC 2006 come "Best OS X Graphics application". Luxology Modo è perfettamente compatibile con Apple Mac OS X 10.5 Leopard e con Microsoft Windows Vista.
Durante il Siggraph '07 Luxology e Pixar hanno siglato un accordo sullo scambio di tecnologie: in particolare Luxology Modo avrà la possibilità di integrare gli algoritmi dei creatori delle subdivision surface (di tipo "Catmull-Clark") e di poter usufrire di alcuni algoritmi di proprietà Pixar. Queste tecnologie saranno integrate nel pacchetto in una nuova major release (probabilmente Modo 401).